# Фулендорф
Фулендорф (нім. Fuhlendorf) — громада в Німеччині, розташована в землі Мекленбург-Передня Померанія. Входить до складу району Передня Померанія-Рюген. Складова частина об'єднання громад Барт.
Площа — 17,04 км2. Населення становить 819 ос. (станом на 31 грудня 2020).